# 加藤幸治 (経済地理学者)
加藤 幸治（かとう こうじ、1969年3月9日 - ）は、日本の経済地理学研究者、国士舘大学文学部教授。サービス産業をおもな研究対象とし、特に情報サービス業の立地について論じている。

## 経歴
神奈川県藤沢市に生まれ、横浜市戸塚区で育つ。横浜市立大学文理学部を卒業し、明治大学大学院に進み、博士前期課程を終え、博士後期課程に4年間在学した。大学院在籍時には情報科学センター実験助手補も務めていた。
1997年、大学院を退学して広島大学文学部地理学教室助手となり、2001年に国士舘大学文学部に、講師として移った。
2005年、「事業所サービス業の地域構造に関する経済地理学的研究」により、明治大学より博士（地理学）を論文博士として取得した。
2007年、国士舘大学文学部准教授に昇任し、さらに2012年に教授となった。

## おもな著書

### 単著
- サービス経済化時代の地域構造、日本経済評論社、2011年
- スイスの謎 経済の空間的秩序、春風社、2018年